# Пальма винна
Пальма винна (Caryota urens) — вид квіткових рослин родини пальмові (Arecaceae).

## Назви
Завдяки своєму широкому ареалу пальма має багато побутових назв залежно від регіону. Найчастіше використовуються назви «винна пальма» або «каріота пекуча». Інші відомі назви: тоддієва пальма, пуншова пальма, цукрова пальма (є кілька видів цукрових пальм), рибохвоста пальма. Тамільською мовою назва пальми пишеться — கூந்தற்பனை, сингальською — කිතුල්, мовою каннада — ಬೈನೆ ಮರ, малайською — ചൂണ്ടപ്പന. На санскриті пальма називається моха-карін.
Винною, пуншовою або цукровою цю пальму називають через те, що із її суцвіть видобувають цукристий сік, який йде на виробництво вина та інших алкогольних напоїв. Звідси і походить назва «тоддієва пальма», адже із цього соку виробляють тодді (пальмове вино). Рибохвостою (англ. Fishtail-Palm) пальму називають за форму листя, що нагадує плавці риби.
Назва Caryota urens або каріота пекуча зобов'язана невеликим, 1-2 см в діаметрі, округлим плодам, соковита м'якуш яких містить кристали оксалату кальцію, що діють на шкіру дратівливо. У поводженні з ними треба бути обережними. Плоди ці неїстівні, хоча птахи та інші тварини поїдають їх.

## Поширення
Поширена у тропічних вологих лісах, на схилах гір на висоті до 1500 м над рівнем моря в Східній Індії, М'янмі, Таїланді, на Малайському архіпелазі.

## Опис
Це одностовбурні дерева, 9-15 м заввишки і 30-45 см в діаметрі. Листя 5-6 м завдовжки і до 4,5 м шириною; частки неправильно-трикутне, 15 см завдовжки і 75-10 см шириною; вершина нерівномірно розсічена до половини частки. Суцвіття велике, багатоквіткове, що звисає. Вісь суцвіття 3-4 м завдовжки. Плід округлий, 1-2 см в діаметрі, червоний. Цвітіння настає в кінці життя дерева. Монокарпний вид — вмирає, коли дозріють плоди у найнижчій волоті. Цвітіння настає в віці 12-15 років і триває 5-7 років, так що тривалість життя рослини обмежена 20-25 роками.

## Використання
Суцвіття при підрізанні виділяють солодкий сік, з якого отримують пальмовий цукор, а при зброджуванні — вино і горілку «тодді». Серцевина стовбура старих рослин дає їстівне саго, а вагінальні основи листових черешків — джерело міцного волокна, відомого під назвою «кітуль». З нього виготовляють папір, щітки, кошики, рибальські снасті, канати, мотузки. Волокно настільки міцне, що мотузками з нього пов'язують диких слонів.
Декоративна рослина, підходить для теплих світлих і просторих приміщень. Розмножують насінням, а також нащадками.